# Березняги (Панинский район)
Березняги — посёлок в Панинском районе Воронежской области.
Входит в состав Росташевского сельского поселения.

## География
Посёлок находится в северной части Воронежской области, вдоль балки с притоком реки Правая Хава.

### Часовой пояс
Посёлок Березняги, как и вся Воронежская область, находится в часовой зоне МСК (московское время). Смещение применяемого времени относительно UTC составляет +3:00.

## Население
| 2000 | 2005 | 2007 | 2010 |
| ---- | ---- | ---- | ---- |
| 24   | ↘19  | ↘15  | ↘11  |

## Улицы
В посёлке имеется одна улица — Дачная.